# NGC 2954
NGC 2954 este o galaxie LINER situată în constelația Leul. A fost descoperită în 18 martie 1836 de către John Herschel.